# 斯里·克里希纳·普里亚·库达拉瓦利
斯里·克里希纳·普里亚·库达拉瓦利（英語：Sri Krishna Priya Kudaravalli，1997年10月28日—），印度女子羽毛球運動員。

## 簡歷
2017年9月，斯里·克里希纳·普里亚·库达拉瓦利出戰哈爾科夫羽毛球國際賽，拿得女子單打比賽亞軍。

## 主要比賽成績
| 年份   | 賽事                    | 公開賽級別 | 項目     | 拍檔      | 成績   |
| ------ | ----------------------- | ---------- | -------- | --------- | ------ |
| 2016年 | 印度羽毛球國際系列賽    | 國際系列賽 | 女子單打 | －        | 準決賽 |
| 2017年 | 哈爾科夫羽毛球國際賽    | 國際挑戰賽 | 女子單打 | －        | 亞軍   |
| 2018年 | 拉各斯羽毛球國際挑戰賽  | 國際挑戰賽 | 女子單打 | －        | 亞軍   |
| 2019年 | 科特迪瓦羽毛球國際賽    | 國際系列賽 | 女子單打 | －        | 亞軍   |
| 2019年 | 埃及羽毛球國際賽        | 國際系列賽 | 女子單打 | －        | 準決賽 |
| 2021年 | 波蘭羽毛球公開賽        | 國際挑戰賽 | 女子單打 | －        | 準決賽 |
| 2022年 | 薩爾瓦多羽毛球國際賽    | 國際系列賽 | 混合雙打 | 塔伦·科纳 | 亞軍   |
| 2024年 | 巴林羽毛球國際系列賽 II | 國際系列賽 | 混合雙打 | 塔伦·科纳 | 亞軍   |

| 2007-2017年 | 首要超級賽 | 超級賽 | 黃金大獎賽 | 大獎賽 | 國際挑戰賽 | 國際系列賽 | 未來系列賽 | 其他 |

| 2018-2026年 | 總決賽 | 超級1000賽 | 超級750賽 | 超級500賽 | 超級300賽 | 超級100賽 | 國際挑戰賽 | 國際系列賽 | 未來系列賽 | 其他 |